# Alidou Badini
Alidou Badini est un cinéaste burkinabè  qui a travaillé sur de nombreux films et productions télévisées. Il a co-réalisé le film Le Beurre et l'argent du beurre, qui traite des réalités du libre-échange. 

## Biographie
Badini a été cadreur ou assistant réalisateur sur plusieurs films, à commencer par Keïta ! L'Héritage du griot (1994), réalisé par Dani Kouyaté. Son court métrage Fleurs d'épines a été nominé au Festival panafricain du cinéma et de la télévision de Ouagadougou en 2001. 
Il a aussi été co-réalisateur de Le Beurre et l'argent du beurre, qui traite du commerce du beurre de karité, issu des noix de l'arbre à karité, source de revenus pour certains agriculteurs burkinabè. Les amandes et le beurre extrait des noix sont utilisés en cuisine et en soins corporels. Bien que des tentatives aient été faites pour appliquer les principes du « commerce équitable », le film s'interroge sur la capacité des villageois à échapper concrètement à la force implacable du marché.  Le film a été projeté au Festival international du film d'Amiens. Le film a reçu le Grand Prix du Jury au Festival international du film d'environnement de Niamey. Il a été utilisé comme base de discussion par des groupes qui soutiennent le commerce équitable,.

## Filmographie
| Année | Titre                                                        | Rôle              | Notes |
| ----- | ------------------------------------------------------------ | ----------------- | --- |
| 1994  | Keïta ! L'Héritage du griot                                  | Directeur adjoint | Dani Kouyaté. Fiction. 90 minutes                                                                                     |
| 1995  | Les enfants du soleil                                        | Directeur adjoint | Issiaka Konaté. fiction de 26 minutes                                                                                 |
| 1995  | Mare d'Ourcy, Merveille du Burkina                           | Directeur adjoint | TV de Lacina Ouedraogo, Documentaire de 15 min,                                                                       |
| 1995  | Protection du cours d'eau du Mouhoun                         | Directeur adjoint | TV de Lacina Ouedraogo, documentaire de 26 min,                                                                       |
| 1995  | Yaango, l'émigratio (Yaango, émigration)                     | Directeur adjoint | Télévision d'Adama Roamba, Fiction 26 minutes                                                                         |
| 1995  | Voyage à Ouaga                                               | Directeur adjoint | Camille Mouyéké. Fiction, 15 mn.                                                                                      |
| 1995  | Si longue que soit la nuit                                   | Directeur adjoint | Guy Désiré Yaméogo Fiction 24 minutes                                                                                 |
| 1998  | Faire face (Coping)                                          | Directeur adjoint | TV Guy Désiré Yameogo, Fiction 26 minutes                                                                             |
| 1999  | Boutons de polio                                             | Caméra            | Réalisateur : Issiaka Ouedraogo, Fiction 26 minutes                                                                   |
| 2000  | Le poisson                                                   | Caméra            | Réalisateur : Sénéfa Coulibaly, Documentaire, 26 minutes                                                              |
| 2000  | Le gingembre                                                 | Caméra            | Réalisateur : Arsène Kafando, Documentaire, 15 minutes                                                                |
| 2001  | INA                                                          | Caméra            | Réalisateur : Issa Traoré de Brahima, Fiction 26 minutes                                                              |
| 2001  | Fleurs d'épines                                              | Directeur         | Fiction 26 minutes, Sélection officielle en compétition au FESPACO à Ouagadougou en février 2001. Sahelis Productions |
| 2002  | Source d'histoires                                           | Directeur adjoint | Adama Roamba, Fiction 26 minutes                                                                                      |
| 2004  | Wande                                                        | Caméra            | Réalisateur : Rédo Porgo, Documentaire, 26 minutes                                                                    |
| 2004  | Le nouveau royaume d'Abou                                    | Caméra            | Série de 20 épisodes                                                                                                  |
| 2004  | Rencontre en Ligne                                           | Directeur adjoint | Adama Roamba, Fiction, 15 minutes                                                                                     |
| 2005  | Du venin dans la soupe                                       |                   | Sahelis Productions Mention spéciale à Festival international du film d'environnement de Niamey.                      |
| 2007  | Le Beurre et l'argent du beurre (Beurre et argent du beurre) | Co-directeur      | Avec Philippe Baqué. Sahélis Productions                                                                              |